# 立体ピクロス
『立体ピクロス』（りったいピクロス、英題: Picross 3D）は任天堂より2009年3月12日に発売されたニンテンドーDS用パズルゲーム。本項目では2015年10月1日に発売された、続編である『カタチ新発見! 立体ピクロス2』（かたちしんはっけん りったいピクロスツー、英題: Picross 3D: Round 2）についても記載する。

## 概要
従来までお絵かきロジックに準拠していた『ピクロス』シリーズから、外観・ルールを変更。正六面体（立方体）のブロックが積み重なった形状から、タテ（縦）・ヨコ（横）・オク（奥行き）3方向に書かれたヒント数字をもとにブロックを壊して、隠されたカタチ（立体図形）を完成させるという形式になっている。全369問を収録。セーブデータは4つ。
前作『ピクロスDS』に引き続き、オリジナル問題のエディットや通信交換、ニンテンドーWi-Fiコネクションを通じて追加配信される問題のダウンロードができた（現在はニンテンドーWi-Fiコネクションのサービス終了に伴いダウンロード不可）。またテーマに沿った自作問題コンテストも随時開催された。コース内の問題やエディットで自作した問題はワイヤレス通信で、本作を持っていない他のプレイヤーにも体験版として送ることができる。
『立体ピクロス2』ではヒント数字を元に残すブロックと壊すブロックを見極めるという基本ルールはそのままに、「青とオレンジの2色で塗り分ける」要素を追加。amiiboに対応しており、マリオ、ルイージ、ピーチ、キノピオ、ヨッシー、クッパ、リンク、カービィ、メタナイト、デデデの全10種類がモチーフのパズルがダウンロード可能。

## ルール
従来の『ピクロス』シリーズが、ヒント数字に該当するマスを塗りつぶす（削る）ルールなのに対し、今作ではヒント数字に該当する部分を残して必要の無いブロックを壊すというルールとなる。立体の全体像はヨコ方向は360°、タテ方向は180°回転させて見る事ができる。また、スライサーを使いブロックの断面を確認することができ、難易度が上がってくると表面だけでなく断面も捉えながら解いていく必要がある。
『2』では難易度を低い方から、スウィート、マイルド、ビターの三段階から選べ、難易度が高くなるとブロックに書かれるヒント数字が減るものの、クリア時に貰えるPPが多くなり、より良いグレードの宝石が獲得できる。

### 基本操作
基本的にタッチペンのみで操作し、ブロックを壊す、マークする、ブロックを置く（エディット時のみ）という動作を行う際に、該当するボタンを押しながらタッチする操作をとる。利き手に合わせて十字ボタンかABXYボタンを使う。
以下のボタン操作は初期設定であり、変更可能である。(『2』ではスライドパッドでの操作も可能)
- 壊す（上 or Xボタン+ブロックをタッチ） - 必要の無いブロックを壊す。誤って解答に必要なブロックを壊すとミスとなる。マーク（後述）されたブロックは壊せない。
- マーク（右 or Yボタン+ブロックをタッチ） - ブロックに色を付け、解答に必要と推測されるブロックを誤って壊さないようにできる[5]。マークされたブロックに再度タッチすると解除される。
- スライサー（マーカーをタッチしたままスライド） - 立体内部の断面を見る事ができる。タテ・ヨコ2種類がある。すばやく2回タッチするとすぐに元の位置に戻る。
- 置く（左 or Aボタン+置きたい場所の隣のブロックをタッチ） - エディット時にブロックを置く。
- ナビ（電球マークをタッチ） - 『2』に登場。次に色を塗れるブロックや壊せるブロック、マークできる列を教えてもらえる。使用回数に制限は無い。解除可能。
- 爆弾（爆弾マークをタッチ） - 『2』に登場。0の列のブロックを全て自動で壊す。使用は一回のみ、0の列が無い･全て壊した場合は表示されない。

### ヒント数字の種類
ヒント数字はブロックに直接書かれている。
- 普通数字（無印） - その列で、連続して残すブロックの数を表す。
- 丸数字（○囲み） - その列で、残すブロックが2箇所に分かれている事を表す。数字はブロックの合計数。
- 四角数字（□囲み） - その列で、残すブロックが3箇所以上に分かれている事を表す。数字はブロックの合計数。
- 青数字 (青色)　-『2』のみ登場。その列に隠れている、立方体の形をした青ブロックの数を表す。普通数字の一種。
- オレンジ数字 (オレンジ色)　-『2』のみ登場。その列に隠れている、解くといろいろな形になるオレンジブロックの数を表す。普通数字の一種。
- ブレンド数字 (青･オレンジ色)　-『2』のみ登場。その列で、青ブロックとオレンジブロックが両方とも隠れている事を表す。青数字とオレンジ数字の両方が書かれている。

### スター
パズルを1問解くごとに条件に応じた数のスターが貰える。普通にクリアすると１つ、ノーミスクリアまたはタイマーが緑の時にクリアすると２つ、ノーミスでかつタイマーが緑の時にクリアすると３つ貰える。
- ナイスクリア　-スター1個。ミスが一回以上あり、タイマーが緑を越えてからクリア。
- ノーミス！　-スター2個。ミスがなく、タイマーが緑を越えてからクリア。
- グッドタイム　-スター2個。ミスが一回以上あり、タイマーが緑の間にクリア。
- パーフェクト!!　-スター3個。ミスがなく、タイマーが緑の間にクリア。

あるレベル内で規定数以上のスターを獲得すると、隠された問題が解禁され挑戦できるようになる。

### PP・宝石
『2』ではパズルを1問解くごとにPP（ピクロスポイント）が、問題のクリア、ミス数、時間、難易度の条件で集計され、少ないミス数、短時間で解くことによって高いPPが取れる、それによって宝石のグレードが4段階まで高くなる。合計PPや宝石の数、グレードによって新たな問題が解禁され挑戦できるようになる。

### ゲームオーバーになる条件
- 解答に必要なブロックを誤って壊すと（『2』では誤って塗っても）ミス、通常は5回ミスするとゲームオーバーとなる。ノーミスチャレンジ問題では一度でもミスするとゲームオーバーとなる。
- 問題には時間制限が設けられている。この制限内にクリアできなかった場合、タイムアップ（ゲームオーバー）となる。
- また、解答中にポーズをかけて「リタイア」を選択しても終了できる。

『2』では、一部の問題でしか、ゲームオーバーにならない。

## エディット
今作のエディット保存枠は300個までとなっている。Wi-Fiコネクションによって追加配信される問題のダウンロード先はすべてここに保存される。
エディットする時に作れるサイズは最高10×10×10の立方体で、選べる色は全部で65色、うち一度に使える色は12色までである。今作では、18種類のシールを合計10枚までパズルに貼ることができる。エディットで作ったパズルの制限時間は、複雑なものを作ると長く、簡単なものを作ると短くなる。
『2』には存在しない。